# Observatoire spécial d'astrophysique
Pour les articles homonymes, voir BTA et 6 (nombre).
L'observatoire spécial d'astrophysique (en russe : Специальная Астрофизическая Обсерватория) est un observatoire astronomique qui appartient à l'Académie des sciences de Russie.

Basé dans les montagnes du Caucase près de la ville de Zelenchukskaya (république de Karatchaïévo-Tcherkessie), l'observatoire se compose d’un grand télescope optique le BTA-6 et d’un radiotélescope le RATAN-600.

## Le télescope BTA-6
Le BTA-6 (Большой Телескоп Азимутальный, Bol'choï Teleskop Azimoutal'nyï ou Grand Télescope Altazimutal) fut pendant plusieurs années le plus grand télescope du monde à miroir rigide. Le BTA-6 possède un miroir primaire de 6 m de diamètre et est abrité dans une coupole de 48 m de diamètre à une altitude de 2070 m. Voyant sa première lumière fin 1975, il détint le record depuis sa mise en service jusqu'en 1993, quand il fut surpassé par le télescope Keck 1 à Hawaii. Les télescopes plus récents de taille comparable ou de plus grande taille ont ensuite utilisé des miroirs flexibles ou segmentés, aussi le BTA-6 demeure le plus grand télescope du monde à miroir rigide. Sa monture azimutale nécessite l'usage d'un dispositif de dérotation de champ pour conserver l'orientation du champ de vue.
Les premiers résultats furent décourageants à cause de l'optique médiocre. D'une part, le premier miroir en borosilicate s'est fissuré et a été remplacé en 1978. D'autre part, l'important volume de la coupole et les 42 tonnes du miroir rendent difficile le maintien du télescope à une température convenablement constante lors des sessions d'observation. Enfin la turbulence atmosphérique due à l'écoulement de l'air sur les sommets voisins du Caucase peut conduire à un médiocre seeing sur le site, et les observations ayant une résolution angulaire meilleure qu'une seconde d'arc sont rares. 
Les problèmes initiaux rencontrés par le BTA-6 furent assez importants pour que James Oberg les inclue dans son livre de 1988 Uncovering Soviet Disasters, qui liste les réalisations pharaoniques, dispendieuses et mal préparées de l'Union Soviétique durant ses dernières années d'existence. En dépit de ces difficultés, le BTA-6 demeure un instrument astronomique important et est toujours opérationnel, capable de fournir des images d'objets aussi faibles que la 26e magnitude.
Des observations supplémentaires sont faites avec deux télescopes Carl Zeiss de 1 m et de 0,6 m voisins du BTA-6.

## Le radiotélescope RATAN-600

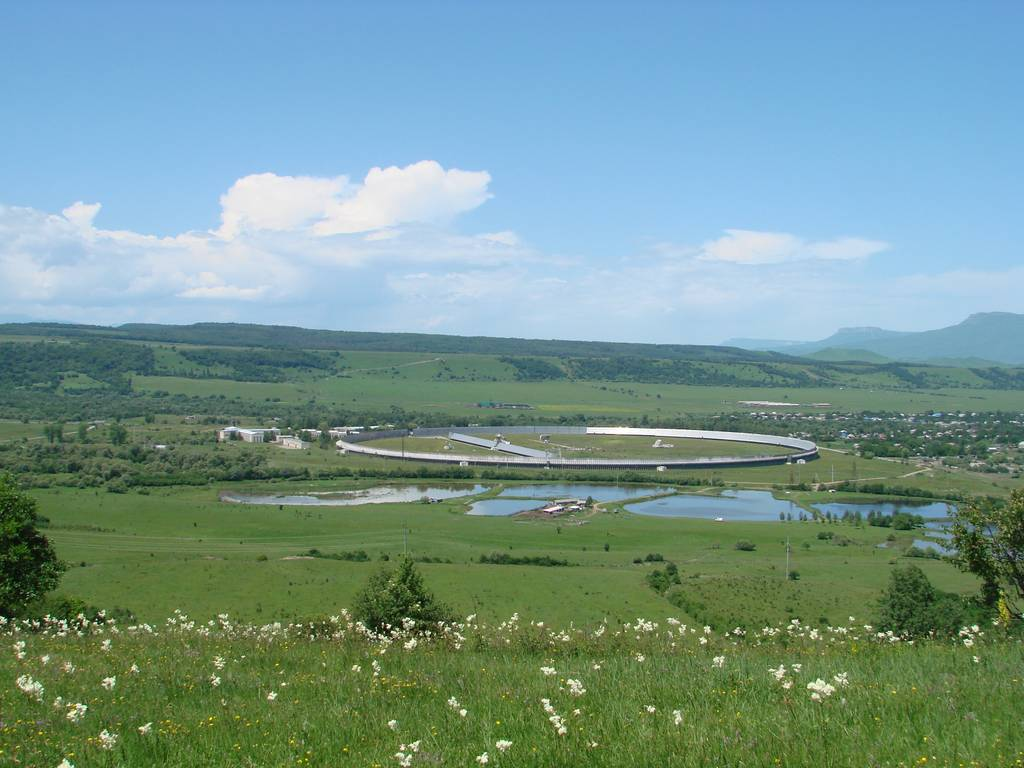
Le RATAN-600 en 2013.

Le radiotélescope RATAN-600 est constitué d'antennes radio rectangulaires disposées sur un cercle de 576 mètres de diamètre et est également situé à l'observatoire à une altitude de 970 mètres. Chacune des 895 antennes de 2 × 11,4 mètres peut être orientée vers un récepteur central conique ou vers une des cinq antennes cylindriques. Chaque antenne est associée à une cabine d'instrumentation. L'effet global est celui d'une antenne partiellement orientable ayant le pouvoir de résolution d'une antenne circulaire de 600 mètres de diamètre (lorsque le récepteur central conique est utilisé), ce qui en fait le plus grand radiotélescope individuel du monde.